# 野田峯雄
野田 峯雄（のだ みねお、1945年 - 2016年7月）は、日本のジャーナリスト、ルポライター、評論家。

## 来歴・活動
山梨県生まれ。同志社大学文学部を卒業後、ジャーナリストとして『世界』などの月刊誌や、『週刊現代』などの週刊誌を舞台に執筆活動をおこなう。著書『破壊工作』の著者紹介によれば、「日本および日本人のおかれた状況を直視する仕事」を続けている。
大韓航空機爆破事件、金賢姫と李恩恵、外交、池田大作、田中真紀子、雅子妃、JR関連など多数の著書がある。大韓航空機爆破事件に関しては北朝鮮と韓国を除く、世界7か国と日本の各地を旅して、実行犯である北朝鮮工作員の金賢姫と金勝一の足取りを追い、1990年5月に『破壊工作-大韓航空機「爆破」事件』を出版しており、金賢姫が実行犯であることに批判を呈している。
2006年3月23日には「朝鮮総聯大阪府商工会への拉致に関する強制捜査」に抗議する朝鮮総聯の集会にて
拉致問題に関する取材を進めていくうちに感じたことは、「拉致運動」なるものが当初の目的を喪失し、大きく逸脱しているということだ。この運動の目的は、日本の核武装、戦争国家化である。つまり、「人権」や「被害」をうんぬんしている運動の指導者たちが拉致をあざ笑っているのである。日朝間の問題では、責任も取らず歩んできた日本に責任がある。それを日本人が直視して分析し、今後の道を探っていかなければならない。
と朝鮮総聯・北朝鮮を擁護する内容の挨拶を述べている。
また、野田は同集会に先立つ2004年6月30日に、『KAL858機事件真相究明討論会』に出席するため韓国に入国しようとしたが、仁川国際空港で「韓国の国益に反する者」という理由で入国を拒否された。
吉田康彦が主催する「北朝鮮人道支援の会」の会員でもある。2016年7月、死去。享年71歳。

## 著書・共著
大韓航空機爆破事件と金賢姫、李恩恵関連
- 『破壊工作-大韓航空機「爆破」事件 葬られたスパイたちの肖像』（JICC出版局 1990年） ISBN 978-4880639710
- 『北朝鮮に消えた女-金賢姫と李恩恵の運命を追って』（JICC出版局 1992年） ISBN 978-4796603539
- 『破壊工作-大韓航空機「爆破」事件 （増補・改訂版）』（宝島社文庫 1999年） ISBN 978-4796616539
- 『破壊工作-大韓航空機「爆破」事件の真相！』（宝島社 2004年） ISBN 978-4796641005

外交関連
- 『周辺事態-日米「新ガイドライン」の虚実』（第三書館 1998年） ISBN 978-4807498208
- 『闇にうごめく日本大使館-疑惑のタイ犯罪ルートを追う』（大村書店 2002年） ISBN 978-4756330192

池田大作関連
- 『池田大作 金脈の研究』（三一書房 1997年） ISBN 978-4380972119
- 『池田大作 金脈の研究 （増補新版）』（第三書館 2000年） ISBN 978-4807400034
- 『わが池田大作バッシング-世紀末の奇怪な足音』（第三書館 2000年） ISBN 978-4807400003
- 『「与直し」の真実-「池田大作さん」政治軌跡の検証』（第三書館 2003年） ISBN 978-4807403301

田中真紀子関連
- 『「疑惑」の相続人 田中真紀子-新金脈の研究』野田峯雄・小山唯史（光文社 1995年） ISBN 978-4334970994
- 『新版「疑惑」の相続人 田中真紀子』野田峯雄・小山唯史（第三書館 2001年） ISBN 978-4807401178

雅子妃関連
- 『「プリンセス・マサコ」の真実-“検閲”された雅子妃情報の謎』（第三書館 2007年） ISBN 978-4807407088

JR関連
- 『猛き者ついに亡びぬ - 国労崩壊からJRへ』（労働教育センター 1987年） ISBN 978-4845000098
- 『JR・悪の経営学』（エール出版社 1991年） ISBN 978-4753910403
- 『鉄道員物語』橋本克彦・鎌田慧・野田峯雄ほか（宝島社文庫 2006年） ISBN 978-4796655965

防衛関連
- 『「憂国」と「腐敗」 日米防衛利権の構造』野田峯雄・田中稔（第三書館 2009年） ISBN 978-4807409013